# Stories Untold
Stories Untold è un videogioco rompicapo ad episodi, con elementi horror, sviluppato da No Code e pubblicato da Devolver Digital. Scritto e diretto da Jon McKellan, il gioco è stato pubblicato il 27 febbraio 2017 per Microsoft Windows ed il 6 ottobre dello stesso anno per macOS. Il videogioco unisce diversi generi, come le avventure testuali, l'esplorazione in prima persona e la risoluzione di puzzle, ed è ispirato alla tecnologia degli anni '80, oltre che all'estetica e alle atmosfere della serie tv Stranger Things.
Il gioco consiste di quattro episodi, ognuno dei quali è un gioco di avventura con elementi horror. Il primo, in particolare, è una versione rimasterizzata di The House Abandon, un videogioco di avventura più breve pubblicato come free-to-play ad agosto 2016.

## Trama
La storia si svolge in Inghilterra nel 1986. I primi tre episodi sono giochi apparentemente autonomi. Nel primo episodio, il giocatore non ha un nome o un sesso specificato, nel secondo, viene indicato come "Mr. Aition", e nel terzo, "James". Nel quarto episodio conclusivo è rivelato che gli episodi sono in realtà tutti collegati in una singola storia che ruota attorno al personaggio interpretato dal giocatore, James Aition.

### The House Abandon
Il personaggio sconosciuto interpretato dal giocatore gioca l'omonimo gioco di avventura basato sul testo, The Abandon House. Nel gioco, il protagonista guida fino alla casa delle vacanze della sua famiglia, che ricorda con affetto. Una nota nel vano portaoggetti di suo padre lo esorta ad avviare il generatore che regola l'illuminazione della casa . Il giocatore entra ed esplora l'edificio, trovando il suo vecchio (e immaginario) computer "Futuro 128k +2", con la stessa copia di The House Abandon.

### The Lab Conduct
Il personaggio-giocatore, Mr. Aition, è seduto in una stanza di laboratorio. Il Dr. Daniel Alexander sta dirigendo da remoto una serie di esperimenti su "artefatto 23", recuperato nel luogo di un incidente e ora tenuto in una camera tra le macchine di laboratorio. Mr. Aition conduce esperimenti su sua richiesta, consultando il manuale di aiuto. L'artefatto sembra essere un cuore animale, che Aition espone ai laser per spingerlo a battere, prima di farlo esplodere attraverso le onde sonore. Alexander ordina a Aition di perforarlo, il quale controlla i raggi laser, e arriva a trapanare l'organo. Durante questi esperimenti, il giocatore può sentire Alexander e il suo assistente che parlano di lui.

### The Station Process
James, il personaggio del giocatore, è seduto a una scrivania in una "stazione di monitoraggio" artica in Groenlandia. Sulla scrivania ci sono una radio, un computer e un lettore di microfiches (riferito nel gioco come "microfilm"). Ci sono molte altre stazioni vicine, che comunicano con James e l'un l'altro, ma egli può solo completare i suoi compiti in quanto il microfono è rotto, perciò non può comunicare. L'episodio contiene una serie di puzzle, completati utilizzando la radio e il lettore di microfilm per determinare i codici per varie frequenze radio.

### The Last Session
Questo episodio inizia con la sigla di apertura del gioco, messo in pausa con la telecamera che inquadra la tv, per rivelare che è uno show televisivo. Il Dr. Alexander porta il giocatore in una stanza vuota per una sessione. James inizia premendo "registra" sul registratore. Il giocatore, James Aition si sta riprendendo da un coma di 2 settimane dopo un incidente, secondo quanto dice Alexander. Questa sessione ha lo scopo di recuperare i suoi ricordi degli eventi che circondano l'incidente. Nelle precedenti tre sessioni, James aveva fuso i suoi ricordi con la fantasia, tutti interrotti presto a causa del panico.